# Voeding bij gewichtsklassesporten
Voeding bij gewichtklassesporten gaat over het voedingspatroon van sporters, die in hun sport gebonden zijn aan een maximaal lichaamsgewicht, zoals judo, boksen en roeien. 

## De paradox van gewichtklassesporters
De paradox van voeding bij gewichtklassesporten is vrij eenvoudig. De sporter is gebonden aan een maximumgewicht, terwijl hij het beste presteren zou, als hij zwaarder afgeladen is met glycogeen, wat echter veel vocht vasthoudt. Eén kilogram glycogeen houdt namelijk ongeveer drie kilo vocht vast.

## Het vetpercentage
Het vetpercentage van het lichaam is zeer belangrijk. Doordat het lichaam niet sterker wordt bij een hoog vetpercentage, is het vetpercentage het eerste punt, waarop gewicht bezuinigd kan worden. Veel sporters die aan een gewichtklasse gebonden zijn, zorgen ervoor dat dit vetpercentage aangepast is. Gezondheidsinstanties, zoals het Voedingscentrum, raden vetpercentages aan van tien tot vijftien procent bij mannen en twintig tot vijfentwintig procent bij vrouwen. Bij percentages onder de vijf procent bij mannen is het afweersysteem verzwakt. Bij vrouwen met een laag vetpercentage daalt de vruchtbaarheid, dit is bijvoorbeeld te merken aan het uitblijven van de menstruatie. Door middel van voeding proberen gewichtklassesporters een zo'n gunstig mogelijk vetpercentage te verkrijgen.